# 小林恵子 (マジシャン)
小林 恵子（こばやし けいこ、1970年5月27日 - ）は、日本のマジシャン、マジックコーディネーター、マジックプロデューサー、エッセイスト。

## 人物
- 14歳でマジックを始め、女性クローズアップマジシャンの先駆けとして活動。師匠は「ウイザード・イン」の創始者である柳田昌宏。
- 1988年、「ウィザード・イン」に所属。 マジシャン業の傍ら、本やDVDの監修、テレビ番組や各種イベントの企画、マジック関連のプロデュース等に携わっていく。
- ウィザードイン柳田昌宏がスーパーバイザーで携わった将棋番組や『3夜連続!ロス初マジックキャッスル』『不思議発見!オーストラリア』『グレートマジックインTOKYO』等の企画書を書いたり、出演がない場合はアシスタントディレクターとして活動をする。
- 1995年、アメリカ：ハリウッドにあるマジックの殿堂 “Magic Catsle” でレギュラーメンバーの資格（アカデミー・オブ・マジカルアーツ正会員）を取得。女性クローズアップマジシャンの先駆けとして注目を浴びる。
- NHK・BS放送の将棋番組『羽生善治 おもしろ将棋名人戦』にて羽生善治六冠王と平手の対局を進行させながらマジックの不思議の数々を起こす。
- NHK・BS放送の将棋番組『七冠王・羽生善治 大逆転十番勝負』（1996年5月放送）では、羽生七冠王がゲストを相手に、過去の名局10局を選出し、一手を戻し、アマチュアに優勢を渡し、羽生善治が何局逆転勝ちができるかという番組として放送されたが、白星は小林恵子のみ。羽生善治名人と対局し、互角の勝負を繰り広げ名人を投了させた。後日、『フライデー』や『夕刊フジ』の一面に「羽生を食った魔女」として紹介される。これを機に将棋界との異文化交流なども行うほか、新聞や雑誌にエッセイストとして記事を書くなど、文筆家としての顔を持つ。
- 2000年、「ウィザード・イン」より独立し、「ひねモンPROJECT」を創設。
- 2000年より都内のカルチャーセンターを中心に「チャレンジマジック教室」を開催し、初心者向けに楽しくできるマジックの指導や後進の育成にも力を注ぐ。カルチャーセンター:毎日新聞カルチャーセンター、産経学園、朝日カルチャーセンター、玉川生活文化センター、池袋東武カルチャーセンター、目黒学園 他。
- 2011年4月と2012年3月にMAGIC CASTLE JAPAN WEEK に出演。ペラープロジェクト単独出演とパレスオブミステリーにてケン正木のアシスタントとして助演。
- 2012年3月11日、ロスアンジェルス ジャパンタウンにて、東日本震災復興支援チャリティーイベントに出演。
- 2015年3月、柳田昌宏の門下から独立し、フリーランスで活動を継続。
- 2015年4月より ハリウッド在住のマジシャン "緒川集人” の日本での専属マネージャーとなる。北海道から九州まで各地で「緒川集人スペシャルマジック&レクチャーショー」のプロモートを開始した。

## 経歴
1984年 14歳にて、柳田昌宏の下でマジック修得の道に進む。
1988年 桜蔭高等学校を卒業。WIZARDS INN に加入し、プロマジシャンの道に進む。デパートの奇術用品売り場でマジック用品を実演販売しながら、師匠の柳田昌宏より猛特訓を受ける。
1991年 EMCマジック倶楽部に参加。
1992年 PCAMモントレー大会に参加。
1994年 24th Australian Convention of Magicians （シドニー）にゲスト出場。
1995年 ロスアンジェルスのマジックキャッスルに出演。
1995年 アカデミーオブマジカルアーツ正会員となる。
1995年〜1998年「おもしろ将棋名人戦　羽生善治六冠王 」
1995年「七冠王羽生善治名人に挑戦 大逆転十番勝負」
1996年「変則将棋グランプリ」
1997年「驚き将棋! 逆転三番勝負」
1998年　4本のBSスペシャルの将棋番組に出演
1997年 第8回EMCマジックキャッスル・スカウトキャラバン（東京）で優勝。
2000年 長野県選挙管理委員会主催：夏期政治講座にて講演。
2000年　WIZARDS INNより独立し、ひねモンPROJECT創設。
2011年4月　MAGIC CASTLE JAPAN WEEK に出演。ペラープロジェクトとパレスオブミステリー「ケン正木＆大江戸桜組」に出演。
2012年3月　MAGIC CASTLE JAPAN WEEK　パレスオブミステリー「ケン正木＆大江戸桜組」に助演。
2012年3月11日 ロスアンジェルスでの「 東日本震災復興支援チャリティーイベント」に出演。
2015年3月　柳田昌宏門下から独立。
2015年4月　ハリウッド在住のマジシャン"緒川集人" の日本でのマネージメントやプロデュースを開始。株式会社 MKサーブ所属。
2017年  NHK BS スーパープレミアム『潜入！ 世界最高峰のマジックの殿堂Magic  Castle』他2番組の制作に携わる。緒川集人出演。
2018年 NHK BS スーパープレミアム『世界最高峰のマジックの殿堂 Magic  Castle 2018』制作に携わる。緒川集人出演。
2019年 NHK BS スーパープレミアム 『世界最高峰のマジックの殿堂Magic  Castle 2019』 制作に携わる。緒川集人出演。
2020年 NHK BS スーパープレミアム『世界の最高峰のマジックの殿堂MagicCastle 2020 総集編』 制作協力
緒川集人出演

### テレビ番組出演履歴（1990〜2015年）
- NHK総合：「こんにちはいっと6けん（関東ローカル）」（1997年）　「おはよう日本」
- NHK教育：「おしゃれ工房」
- 日本テレビ:「ザ!鉄腕!DASH!!」
- TBS：「モーニングeye」「CLUB紳助」「花まるマーケット」2011年
- フジテレビ：「上岡龍太郎には騙されないぞ」準レギュラー、「きらり夢中人」、「ワーズワースの庭」、「愛川欽也のテレビフランス座」華麗に優雅に不思議パフォーマンス特集（1996/5/28　26:00-27:05）
- テレビ朝日:「キンキンのとことん好奇心」「モーニングバード」2013年
- テレビ東京: 「ギルガメッシュナイト」
- NHK-BS2：「おもしろ将棋名人戦　羽生善治六冠王 」(1995)、「七冠王羽生善治名人に挑戦 大逆転十番勝負」(1996)、「変則将棋グランプリ」(1997)、「驚き将棋! 逆転三番勝負」(1998)
- CS 囲碁将棋チャンネル　「〜対林まゆみ女流」「〜伊奈祐介四段」「〜先崎学六段」

- 文春マジック講座 (1) カードマジック入門  1998/10/18 ケイコとマナブCh 小林恵子
- 文春マジック講座 (2) カードマジック応用
- ケイコとマナブCh 小林恵子 1998/10/18
- 文春マジック講座 (3) コインマジック講座  1998/10/18 ケイコとマナブCh 小林恵子

## 著書
- 1995年 文藝春秋「マジック講座(1)〜(3)」
- 1996年　出版芸術社「マジシャン誕生」初の自叙伝
- 1998年「マジック入門」 (小学館) 出版
- 1999年 「近代将棋」 毎月、連載エッセイ開始する
- 2000年 「親子でできるかんたんマジック」 （ブティック社) 出版
- 2001年「本気十番勝負」 (壮神社) 出版
- 「ニンジャリング テクニックビデオ」 （ティーアイ東京） 出版
- 共同通信社配信 「スポーツ随想」 連載
- 2004年 「緒川集人物語」 (壮神社) 柳田昌宏と緒川集人と共著